# 開拓動漫畫情報誌
《開拓動漫畫情報誌》（Frontier Magazine）為目前台灣唯一出版中的月刊型中文動畫雜誌，2001年1月、3月發行試刊號，正式創刊為2001年5月，開拓動漫事業有限公司出版、杜葳廣告總代理，亦為目前台灣唯一出版中的中文動畫雜誌，並自2002年起舉辦開拓動漫祭至今。

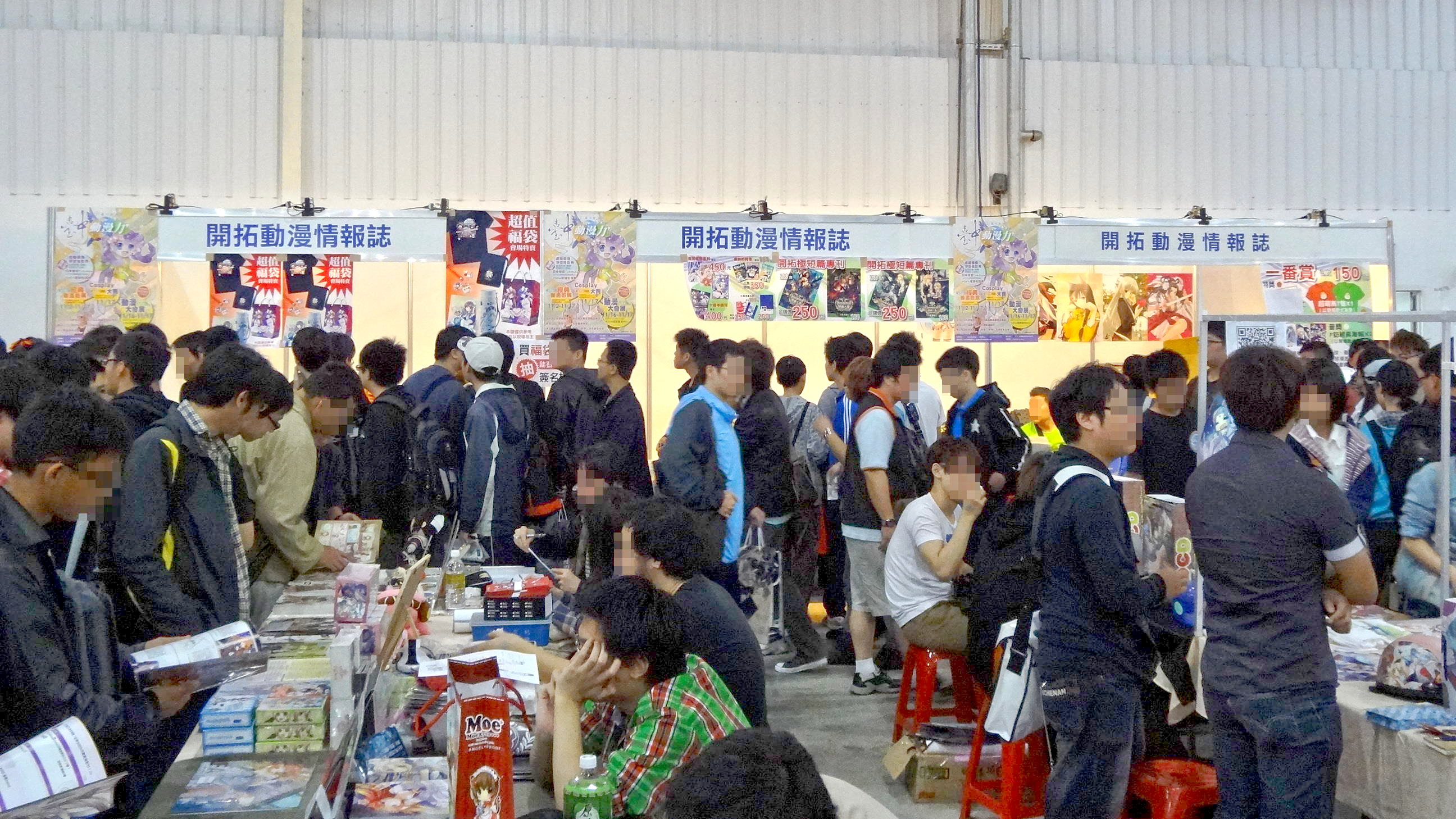
2013臺中動漫節的《開拓動漫畫情報誌》攤位

2019年1月，《開拓動漫畫情報誌》改版為雙月刊《開拓動漫創意誌》（Frontier Magazine），發行第210期（2019年1月號，Tony繪製封面）。2019年3月，《開拓動漫文創誌》改版為雙月刊《開拓動漫創意誌》（Frontier Magazine），發行第211期（2019年3月號，REI繪製封面）。

## 編輯及特約作家
《開拓動漫畫情報誌》承繼許多自《先鋒動畫》、《神奇地帶》以來的作者群，如蘇微希（開拓動漫祭執行長兼台灣動漫畫推廣協會理事長）、YOKO（曾任《開拓動漫畫情報誌》副編輯長）等人。

## 外部連結
- 開拓動漫畫情報誌
- 開拓動漫祭FancyFrontier的Facebook專頁